# 红苞蹄盖蕨
红苞蹄盖蕨（学名：Athyrium nakanoi），为蹄盖蕨科蹄盖蕨属下的一个植物种。